# Leptochilus wrightii
Leptochilus wrightii är en stensöteväxtart som först beskrevs av William Jackson Hooker och som fick sitt nu gällande namn av Xian Chun Zhang.
Leptochilus wrightii ingår i släktet Leptochilus och familjen Polypodiaceae. Inga underarter finns listade i Catalogue of Life.